# Proteste degli agricoltori contro l'Unione europea
Le proteste degli agricoltori contro l'Unione europea sono iniziate dal dicembre 2023 in Germania e successivamente in Francia nel gennaio 2024; in Italia hanno avuto inizio il 31 gennaio 2024.

## Storia

### Francia

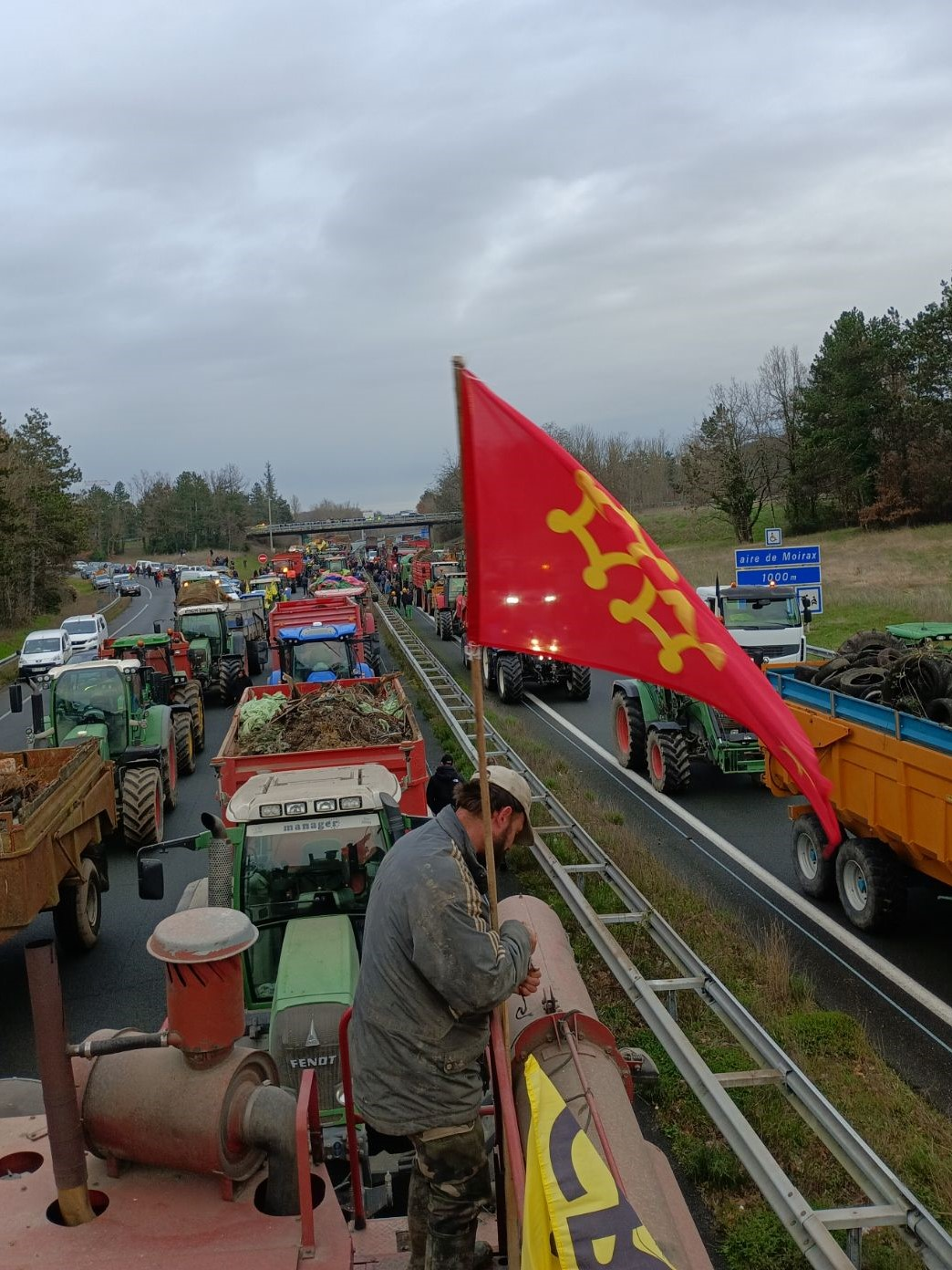
Manifestazione dei contadini occitani sull'autostrada Bordeaux-Tolosa ad Agen lunedì 22 gennaio 2024

In Francia, il 16 gennaio 2024, iniziano in Occitania con una manifestazione a Tolosa, poi il 18 gennaio con il blocco stradale dei trattori dei movimenti agricoli contro le politiche europee sulle tasse ed altre regole. Il primo blocco simbolico è quello dell'autostrada Tolosa-Tarbes su iniziativa dell'allevatore occitano Jérôme Bayle il 18 gennaio 2024. Nella notte tra il 18 e il 19 gennaio 2024, a Carcassonne, un edificio della DREAL (ente amministrativo per l'ambiente) è stato fatto saltare in aria da un'esplosione rivendicata dal Comitato Regionale d'Azione Viticole (CAV), un gruppo radicale occitano.
Il 22 gennaio, il blocco dell'autostrada Tolosa-Bordeaux da parte dei contadini occitani di Agen ha avuto un impatto mediatico in tutta la Francia: di conseguenza, il giorno successivo (martedì 23 gennaio), contadini di altre regioni hanno seguito il movimento. Lo stesso giorno (23 gennaio), una contadina occitana dell'Ariège e sua figlia furono uccise accidentalmente quando un'auto colpì la diga che stavano occupando.
I contadini di Agen hanno deciso di rafforzare il movimento annunciando di voler organizzare una carovana il 29 gennaio per bloccare la capitale della Francia, Parigi, sede del governo, del parlamento e dei media. Più precisamente si sono posti l'obiettivo di bloccare el mercato di interesse nazionale de Rungis. Nonostante il convoglio fosse stato intercettato durante il tragitto dalle autorità, alcuni capi dell'equipaggio sono arrivati con auto civetta per entrare a Rungis, ma sono stati immediatamente arrestati dalla polizia.
Nelle successive settimane sono stati fermati ed arrestati oltre 90 agricoltori francesi e ne sono rimasti feriti 3.

### Germania
Il 18 dicembre 2023, in Germania inizia la rivolta dei trattori contro le politiche europee con dei blocchi stradali in tutte le autostrade tedesche.

### Italia
Le proteste sono state causate principalmente dalle politiche agricole europee, in particolare la condizione che subordina l'erogazione dei sussidi al mantenere incolto il 4% dei campi o il divieto di fitofarmaci che gli agricoltori reputano insostituibili. Un'ulteriore richiesta è per esempio il rinnovo dell'esenzione dei redditi agricoli dall'IRPEF, che era stata introdotta nel 2017, e vengono in generale avanzate altre proposte che a dire dei manifestanti dovrebbero migliorare la situazione anche reddituale degli operatori del settore. Vengono condivise inoltre le ragioni degli altri agricoltori europei in protesta, tra cui l'aumento dei costi del gasolio agricolo (non più fiscalmente agevolato in Francia e in Germania, ma non in Italia). Ciò nonostante, i redditi degli agricoltori europei sono costantemente cresciuti negli ultimi vent'anni e il rapporto con i redditi dei lavoratori dipendenti è quasi raddoppiato.
Dal 31 gennaio iniziano a bloccare i caselli autostradali gruppi di trattoristi che chiedono l'eliminazione di leggi contro i pesticidi presentate al Consiglio dell'UE, fino al culmine dei blocchi autostradali il 4 febbraio quando i contadini e gli allevatori bloccano la maggior parte delle uscite autostradali sull'Autostrada Adriatica (A14) come Castel San Pietro, Pesaro e Porto San Giorgio. Tra il 5 e il 9 continua il blocco di grandi vie di comunicazione come la Strada Statale 2 Cassia.
Il 9 febbraio più di 200 trattori bloccano il Grande Raccordo Anulare in una manifestazione autorizzata ma una parte dei trattori blocca altre parti in cui non era stata ottenuta l'autorizzazione. Nella serata viene letto un comunicato scritto da parte dei manifestanti al 74º Festival di Sanremo.
Tra il 9 ed il 10 febbraio inizia il blocco del traffico a Roma, in cui vengono registrati due feriti negli scontri con la polizia, effettuati da gruppi minori di agricoltori, mentre Riscatto Agricolo continua la sua protesta pacifica nella Capitale.
Il 19 febbraio i trattori hanno occupato buona parte di Roma e hanno completamente bloccato Via Nomentana.
Le proteste hanno avuto luogo particolarmente nel Nord e nel Centro Italia.
A partire dal 20 Gennaio 2025 a circa 1 anno dall'inizio delle proteste, si assiste ad una intensificazione di esse. Numerosi blocchi stradali e cortei dei trattori e agricoltori hanno caratterizzato il mese di Febbraio. Le proteste in maniera pacifica per ora, sono tutt'ora in corso...

### Paesi Bassi
Nei Paesi Bassi nelle proteste sono rimaste ferite all'incirca 6 persone.

### Polonia
In Polonia dall'inizio delle proteste si assistono a blocchi dei valichi di confine con l'Ucraina. Il governo ucraino ha minacciato più volte di vietare l'importazione di cibo polacco.

### Belgio
Il Belgio è stato sin dall'inizio, insieme alla Germania, il fulcro delle proteste. Nei primi giorni l'approccio degli agricoltori è stato pacifico, anche se si è assistito a minori scontri con la polizia. Il 27 febbraio si è assistito a roghi, petardi e scontri contro la polizia.